# Tinent coronel
Un tinent coronel és un grau militar que en la majoria d'exèrcits designa el successor del comandant i antecessor del coronel. Aquest grau existeix en l'exèrcit de terra i també en la força aèria, per bé que el seu equivalent en l'armada és capità de fragata. Les funcions del tinent coronel solen ser comandar batallons o estar al comandament de casernes i comissaries (a la policia equival al comissari). A la Guàrdia Civil, un tinent coronel té sota el seu comandament una província i està sota l'obediència del coronel que mana la comunitat autònoma. L'ascens de comandant a tinent coronel es realitza per selecció, per antiguitat, per la superació del curs de formació o per mèrits militars.

Lieutenant colonel (Estats Units)
Everstiluutnantti (Finlàndia)
Lieutenant-colonel (França)
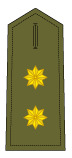
Teniente coronel (Espanya)
סגן-אלוף Sgan aluf (Israel)
Lieutenant colonel (Regne Unit)
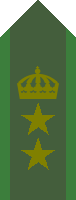
Överstelöjtnant (Suècia)